# Petrus Jacobus Joubert
Pour les articles homonymes, voir Joubert.
Petrus Jacobus Joubert ou souvent Piet Joubert, né le 20 janvier 1834 à Oudtshoorn dans la colonie du Cap et mort le 28 mars 1900 à Pretoria dans le Transvaal, est un général boer, commandant-général de la république sud-africaine du Transvaal de 1880 à 1900.

## Biographie

### Ancêtres français
Les ancêtres de Piet Joubert sont des Français venus de Provence. Pierre Joubert fait partie des huit cents huguenots français arrivé en Afrique du Sud en 1688 après la révocation de l'édit de Nantes.

### Autodidacte du Transvaal
Piet Joubert est né en 1834 à Farm Cango dans le district de Oudtshoorn, Colonie du Cap. À l'âge de six ans, il participe au Grand Trek dans le convoi de Piet Retief. Après la victoire de Blood River remportée sur les Zoulous, ses parents s'installent à Pietermaritzburg, où son père meurt en 1843. La famille est alors plongée dans le dénuement et sa mère part s'installer au Transvaal à Wakkerstroom près de la frontière du Natal.
Curieux, avide de connaissances, Joubert est un homme entreprenant. Il fait du commerce, s'enrichit, achète des terres et immeubles, crée des compagnies de négoce et est même un des premiers actionnaires des mines d'or du Transvaal.
Chef de commando en 1852, il bat les cafres du peuple des Xhosas. Élu Veldkornet (officier de police) en 1855, puis député au Volksraad (parlement) où il représente le district de Wakkerstroom, il devient le procureur général (ministre de la justice) de la république du Transvaal au début des années 1870. Il assure l'intérim de la présidence de février 1875 à avril 1876 lors du voyage du président Burgers en Europe.
Durant la première annexion du Transvaal par les Britanniques (1877-1883), Joubert acquiert une réputation d'intransigeance et participe activement aux troubles contre l'administration britannique. En 1880, il devient le général en chef des forces boers en rébellion contre les Britanniques. Ses succès à Majuba, Laing's Nek et Ingogo permettent au Transvaal de recouvrer son indépendance au terme de la première guerre des Boers alors que Joubert, lui-même, participe au triumvirat boer qui dirige le pays durant la période de transition.

### Candidat perpétuel à la présidence du Transvaal

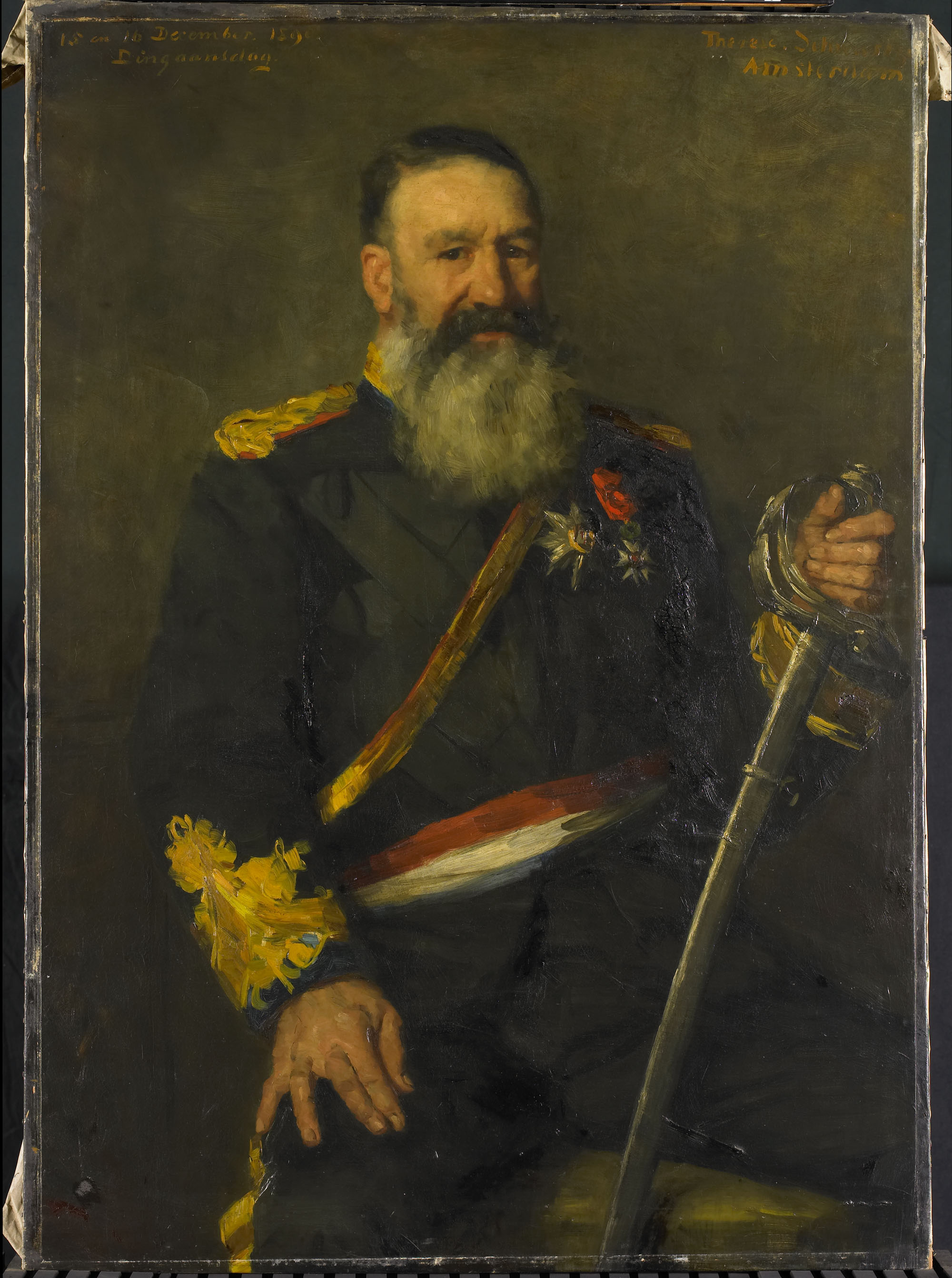
Petrus Jacobus Joubert (1890) par Thérèse Schwartze.

En 1883, il tente de se faire élire président du Transvaal mais ne recueille que 1 171 voix contre 3 431 à son concurrent Paul Kruger. En 1893, il défie de nouveau Kruger, candidat pour un troisième mandat. Joubert représente alors les Afrikaners progressistes, favorables à des concessions envers les Uitlanders (étrangers) de la région du Witwatersrand. Il obtient 7 246 voix contre 7 911 à Paul Kruger, réélu de justesse. Joubert concède finalement sa défaite après l'avoir contestée. En 1898, il se présente une dernière fois contre Kruger, mais désavantagé par le raid Jameson sur le Transvaal et le réflexe de rassemblement autour de Kruger, Joubert n'obtient que 2 001 voix contre 12 858 au président du Transvaal. Affaibli, Joubert est alors accusé de sympathies envers l'agitation des Uitlanders.

### Commandant-général des armées boers
En 1899, bien qu'il reçoive le commandement des forces armées boers, il délègue à ses généraux le commandement effectif des opérations au début de la seconde guerre des Boers. Sa stratégie défensive sera remise en cause. À la suite d'une chute de cheval au cours du raid mené en octobre 1899 avec son neveu David Joubert et Louis Botha en direction de Durban, il décide de se retirer du commandement.
En fait, affecté par la maladie, Joubert ne peut concevoir les offensives. Il meurt d'une péritonite à Pretoria le 28 mars 1900. La ville de Pietersburg a été baptisée en son honneur.
Louis Botha reprendra le commandement de l'armée du Transvaal jusqu'à la fin de la guerre.